# Sanharib Malki
Sanharib Malki Sabah (arabisch سنحاريب ملكي صباح, DMG Sanḥārīb Malkī Ṣabāḥ; * 1. März 1984 in Qamischli, Syrien) ist ein türkisch-syrischer ehemaliger Fußballspieler. Nach seinem Wechsel zu Kasımpaşa erhielt er die türkische Staatsangehörigkeit und belegt somit kein Ausländerkontingent in den türkischen Ligen. Da Sabah Sohn einer türkischen Mutter ist, hatte Sabah Anrecht auf die türkische Staatsangehörigkeit. Mit der türkischen Staatsangehörigkeit musste er auch einen türkischen Nachname annehmen und erhielt so den Namen Sanharib Büyüksal.

## Laufbahn

### Im Verein
Malki spielte in der Jugend für Royale Union Saint-Gilloise, wo der Stürmer sich schließlich auch in den Kader der ersten Mannschaft spielte. Von dort wechselte er, nach 9 Toren in 16 Spielen in der EXQI-League, in der Winterpause 2005/06 in die Jupiler League zum KSV Roeselare für eine Ablösesumme von 15.000 Euro. Hier blieb er ein Jahr und wurde dann zum Januar 2007 zu Germinal Beerschot Antwerpen weitertransferiert. Unter Trainer Harm van Veldhoven hatte er hier seine erfolgreichste Saison mit 16 Treffern in der Liga, die Mannschaft erreichte das Halbfinale im Pokalwettbewerb. Im August 2009 wechselte er zum Ligakonkurrenten SC Lokeren. In der Rückrunde 2010/11 wurde an den griechischen Verein Panthrakikos ausgeliehen. Zur Saison 2011/12 wechselte er in die Niederlande zu Roda Kerkrade, bei dem mittlerweile sein ehemaliger Antwerpener Trainer van Veldhoven arbeitete.
Zum Sommer 2013 wechselte er in die türkische Süper Lig zu Kasımpaşa Istanbul.

### In der Nationalmannschaft
Malki besitzt neben der syrischen auch die belgische Staatsbürgerschaft. Dennoch entschied er sich für Syrien zu spielen. Sein Debüt bestritt er am 8. Juni 2008 in der Qualifikation zur Weltmeisterschaft 2010 gegen Kuwait. In seinem dritten Spiel schoss er im selben Wettbewerb sein erstes Tor, gegen die Vereinigten Arabischen Emirate.